# IRB Sevens World Series 2010-2011
Navigation
2009-2010 2011-2012
Les IRB Sevens World Series 2010-2011 sont la 12e édition des séries mondiales masculines de rugby à sept, la compétition la plus importante du monde de rugby à sept. Elle se déroule du 3 décembre 2010 au 29 mai 2011. L'équipe de Nouvelle-Zélande remporte la compétition ; l'Afrique du Sud termine deuxième, l'Angleterre troisième.

## Équipes permanentes
Douze équipes permanentes participent aux neuf étapes du circuit mondial. Elles sont permanentes depuis la saison 2008-2009.
- Afrique du Sud
- Angleterre
- Argentine
- Australie
- Écosse
- États-Unis
- Fidji
- France
- Pays de Galles
- Kenya
- Nouvelle-Zélande
- Samoa

## Étapes
| Date                   | Étape      | Lieu                           | Vainqueur        |
| ---------------------- | ---------- | ------------------------------ | ---------------- |
| 3 et 4 décembre 2010   | Dubaï      | The Sevens, Dubaï              | Angleterre       |
| 10 et 11 décembre 2010 | George     | Outeniqua Park, George         | Nouvelle-Zélande |
| 4 et 5 février 2011    | Wellington | Westpac Stadium, Wellington    | Nouvelle-Zélande |
| 12 et 13 février 2011  | Las Vegas  | Sam Boyd Stadium, Las Vegas    | Afrique du Sud   |
| 25 au 27 mars 2011     | Hong Kong  | Hong Kong Stadium, Hong Kong   | Nouvelle-Zélande |
| 2 et 3 avril 2011      | Adélaïde   | Adelaide Oval, Adélaïde        | Nouvelle-Zélande |
| 21 et 22 mai 2011      | Londres    | Stade de Twickenham, Londres   | Afrique du Sud   |
| 28 et 29 mai 2011      | Édimbourg  | Murrayfield Stadium, Édimbourg | Afrique du Sud   |

## Classement
| Classement général XIIe édition | Classement général XIIe édition | Classement général XIIe édition | Classement général XIIe édition | Classement général XIIe édition | Classement général XIIe édition | Classement général XIIe édition | Classement général XIIe édition | Classement général XIIe édition | Classement général XIIe édition | Classement général XIIe édition | Classement général XIIe édition |
| Pos.                            | Équipes                         | Dubaï                           | George                          | Wellington                      | Las Vegas                       | Hong Kong                       | Adélaïde                        | Londres                         | Édimbourg                       | Total                           |                                 |
| ------------------------------- | ------------------------------- | ------------------------------- | ------------------------------- | ------------------------------- | ------------------------------- | ------------------------------- | ------------------------------- | ------------------------------- | ------------------------------- | ------------------------------- | ------------------------------- |
| 1                               | Nouvelle-Zélande                | 16                              | 24                              | 24                              | 16                              | 30                              | 24                              | 16                              | 16                              | 166                             |                                 |
| 2                               | Afrique du Sud                  | 12                              | 12                              | 8                               | 24                              | 16                              | 20                              | 24                              | 24                              | 140                             |                                 |
| 3                               | Angleterre                      | 24                              | 20                              | 20                              | 16                              | 25                              | 16                              | 0                               | 6                               | 127                             |                                 |
| 4                               | Fidji                           | 16                              | 16                              | 12                              | 20                              | 20                              | 6                               | 20                              | 12                              | 122                             |                                 |
| 5                               | Samoa                           | 20                              | 16                              | 16                              | 12                              | 20                              | 16                              | 12                              | 8                               | 120                             |                                 |
| 6                               | Australie                       | 8                               | 6                               | 16                              | 6                               | 10                              | 6                               | 8                               | 20                              | 80                              |                                 |
| 7                               | Pays de Galles                  | 6                               | 6                               | 6                               | 0                               | 0                               | 12                              | 16                              | 16                              | 62                              |                                 |
| 8                               | Argentine                       | 4                               | 8                               | 6                               | 6                               | 0                               | 8                               | 6                               | 0                               | 38                              |                                 |
| 9                               | Kenya                           | 0                               | 0                               | 4                               | 8                               | 0                               | 0                               | 0                               | 4                               | 16                              |                                 |
| 10                              | Écosse                          | 0                               | 4                               | 0                               | 4                               | 0                               | 0                               | 4                               | 0                               | 12                              |                                 |
| 10                              | France                          | 0                               | 0                               | 0                               | 0                               | 0                               | 0                               | 6                               | 6                               | 12                              |                                 |
| 12                              | États-Unis                      | 6                               | 0                               | 0                               | 0                               | 0                               | 4                               | 0                               | 0                               | 10                              |                                 |
| 13                              | Portugal                        | 0                               | 0                               | 0                               | 0                               | 8                               | 0                               | 0                               | 0                               | 8                               |                                 |
| 13                              | Russie                          | 0                               | 0                               | 0                               | 0                               | 8                               | 0                               | 0                               | 0                               | 8                               |                                 |
| 15                              | Canada                          | 0                               | 0                               | 0                               | 0                               | 5                               | 0                               | 0                               | 0                               | 5                               |                                 |

## Statistiques

### Meilleur marqueur
| Essais inscrits | Essais inscrits  | Essais inscrits  | Essais inscrits |
| Pos.            | Joueur           | Équipes          | Essais          |
| --------------- | ---------------- | ---------------- | --------------- |
| 1               | Cecil Afrika     | Afrique du Sud   | 40              |
| 2               | Frank Halai      | Nouvelle-Zélande | 35              |
| 3               | Dan Norton       | Angleterre       | 32              |
| 4               | Humphrey Kayange | Kenya            | 31              |
| 5               | Seremaia Burotu  | Fidji            | 29              |
| 5               | Collins Injera   | Kenya            | 29              |
| 7               | Toby Arnold      | Nouvelle-Zélande | 27              |
| 8               | Bernard Foley    | Australie        | 26              |
| 8               | Declan O'Donnell | Nouvelle-Zélande | 26              |

### Meilleur réalisateur
| Points inscrits | Points inscrits           | Points inscrits  | Points inscrits |
| Pos.            | Joueur                    | Équipe           | Points          |
| --------------- | ------------------------- | ---------------- | --------------- |
| 1               | Cecil Afrika              | Afrique du Sud   | 381             |
| 2               | Tomasi Cama               | Nouvelle-Zélande | 299             |
| 3               | Ben Gollings              | Angleterre       | 278             |
| 4               | Hamish Angus              | Australie        | 240             |
| 5               | Andrew Skeen              | Écosse           | 201             |
| 6               | Emosi Vucago              | Fidji            | 195             |
| 7               | Bernard Foley             | Australie        | 123             |
| 8               | Frank Halai               | Nouvelle-Zélande | 175             |
| 9               | Dan Norton                | Angleterre       | 164             |
| 10              | Gonzalo Gutierrez Taboada | Argentine        | 159             |